# Vico Soprammuro
Vico Sopramuro è una delle strade più note a Napoli; è situata nel quartiere Pendino.
Tradizionalmente è una delle mete più ambite dai partenopei per l'acquisto del pesce perché lungo la via, che parte da Porta Nolana e termina nei pressi di piazza Guglielmo Pepe, c'è un vivace mercato allestito dai pescivendoli della zona e da altri commercianti di generi alimentari.
A Napoli è comunemente chiamata 'Ncopp' 'e Mmura.
La strada  è situata a ridosso delle antiche mura aragonesi, da qui deriva la toponomastica di Sopramuro; alcuni resti di torri da difesa della cinta muraria urbana sono tuttora visibili. Oggi si notano prevalentemente, lungo la strada, i palazzi otto-novecenteschi che costituiscono una sorta di cinta muraria moderna abitabile; alcuni edifici sono stati costruiti intorno alle torri aragonesi, inglobandole quasi del tutto.
La strada, già molto frequentata durante l'anno, è particolarmente affollata la notte del 23 dicembre, in quanto è usanza per molti cittadini napoletani di recarvisi per acquistare il pesce fresco per la Vigilia di Natale.